# Olsberg, Nordrhein-Westfalen
Olsberg är en stad i Hochsauerlandkreis i Regierungsbezirk Arnsberg i förbundslandet Nordrhein-Westfalen i Tyskland.  Olsberg, som för första gången nämns i ett dokument från år 1281, har cirka 14 000 invånare.

## Administrativ indelning
- Antfeld
- Assinghausen
- Bigge
- Bruchhausen
- Brunskappel
- Elleringhausen
- Elpe/Heinrichsdorf
- Gevelinghausen
- Helmeringhausen
- Olsberg
- Wiemeringhausen
- Wulmeringhausen